# 井岡山戰鬥
井岡山戰鬥發生於1929年1月17日-30日，地點則是在中國江西。是第一次国共内战前期主要戰鬥之一，交戰一方為中華民國國民革命軍之3軍、8軍、9軍，另一方則為共軍前身之毛澤東、朱德之農工部隊。戰鬥末了，井岡山被國軍佔領，朱毛率軍退贛南。